# Fadinha-sombria
Fadinha-sombria  (Amytornis purnelli) é uma espécie de ave da família Maluridae.
É endémica da Austrália.